# شفيق كبها
شفيق توفيق أحمد كبها (24 سبتمبر 1960 – 23 أكتوبر 2013) هو مغني شعبي فلسطيني.

## حياته
ولد في قرية برطعة سنة 1960 في المثلث الشمالي لينتقل ويترعرع في قرية كفرقرع أيضا في المثلث الشمالي، وبالتحديد في لواء حيفا. بدأ الغناء في سن مبكرة، ثم أسس «فرقة الليرة» للغناء الشعبي، ثم قام بتجديدها لتصبح باسم فرقة ليالي الربيع. تزوج بعدها وأنجب 4 أبناء وهم: سائد وليالي ومحمد وفاتن.
غنى شفيق كبها لأكثر من 30 سنة، وأقام عشرات الحفلات الفلسطينية. توفي في 23 أكتوبر 2013، بعد إصابته بطلق ناري على مفرق أم الفحم، ونقل بعدها لمشفى الخضيرة، حيث توفي بعدها بسبب إصابته بجروح خطيرة.

## بدايته
اكتشف موهبة شفيق كبها وهو في سن ال13 عاما حين كان يقرأ القرآن في المدرسة، وفي سن ال16 عاما بدأ شفيق كبها الغناء، لم يدرس شفيق الموسيقى في معهد موسيقي بل تعلّم وتدرّب ذاتيًا من خلال الاستماع للمذياع وبالتعرّف على أشخاص من المجال. غنّى شفيق كبها في بداياته اللون العراقي وأبدع به، وغنى كذلك اللون الفلسطيني والخليجي وحتى المغربي. هو معروف بالأغاني الشعبية والوطنية، بدأ الغناء في عمر 18 سنة، وأسّس فرقة الليرة الفنية، ثم قام بتجديدها فيما بعد لتُصبح باسم فرقة ليالي الربيع.

## فرقة ليالي الربيع
أسس شفيق كبها فرقة (الليرة) قديما، ثم قام بتسميتها بفرقة (ليالي الربيع). وتضم الفرقة التالي:
- عازف الأورج: رائد أمارة وتوفيق أبو بكر.
- عازف الطبلة: عز الدين - الناصرة.
- عازف الجيتار: إياس جبارة - الطيبة.
- عازف الدرامز: فخري حمارشه - أم الفحم.
- الكورس: أحمد الكساب، أبو حمد، رامي كبها ويوسف جمال.

## شفيق كبها والتراث الفلسطيني
غنى شفيق العديد من الأغاني التراثية الفلسطينية، حيث مزج بين التراث والحداثة الغربية، واستخدم في ذلك الأورغ والجيتار في إعادة توزيع بعض الأغاني العربية المشهورة. كبعض أغاني أم كلثوم وعبد الحليم حافظ. يعتبر كبها واحدًا ممن فتحوا نوافذ الفنّ في فلسطين على الفلكلور والموسيقى العربية في الوطن العربي حيث غنّى شفيق كبها الأغنية العراقية والسورية اللبنانية الفلكلورية والمصرية واستطاع بذلك استقطاب جمهور واسع من الضفة وغزة والداخل الفلسطيني والمخيمات في الشتات، حيث شكّل شفيق في سنوات السبعينيات حتى التسيعينيات شخصية فنّيّة لمّت شمل الفلسطينيين وشكّلت بالنسبة لهم تواصلًا وقاسم هواياتي فلسطيني مشترك.

## منعه من الغناء
منعت السلطات الإسرائيلية شفيق كبها من الغناء في الضفة الغربية ل10 سنوات، وذلك بسبب غنائه المستمر للقضية لفلسطينية، والفدائيين الفلسطينيين. كما مُنع أيضاً من الغناء في مصر والأردن.

## الألبومات
- ألبوم شفيق كبها وعبد حامد وصل العريس 2012
- ألبوم أول نظرة شفيق كبها وسعيد كبها 2012
- ألبوم كوكتيل شعبي 2011
- ألبوم شفيق كبها ومحمد أنيس 2011
- ألبوم شفيق كبها وعبد حامد وأشرف أبو ليل يسعد مساكم 2010

## الوفاة
توفي الفنان شفيق كبها بتاريخ 23 أكتوبر 2013 بعد تعرض سيارته لحادث إطلاق نار من قبل دراجة نارية مجهولة وأُعلن عن وفاته في مستشفى الخضيرة، ودُفن في مسقط رأسه، بقرية كفر قرع.